# 甘田乡
甘田乡，位于湖南省岳阳市岳阳县东部。乡人民政府驻岳阳县横铺。
甘田乡地势东北高西南低，大云山呈带状包围全乡，省道S306横贯全境。盛产粮油蔬果及药材等农产品和竹木工艺品，矿产方面主要为优质石材与高岭土。

## 沿革
- 民国时期，为杨林乡
- 1949年，属岳阳县三区横铺乡、甘田乡、五通乡、杨林乡等
- 1958年，为铁山人民公社
- 1961年，为公田公社，随即析置其北部为甘田公社
- 1984年，甘田公社改置为甘田乡
- 2015年，与公田镇合并[1]

## 行政区划
甘田乡辖15个自然村。
- 港口村、戴家村、枧田村、东升村、高桥村、石姑村、一心村、飞云村、李段村、羊楼村、伞把村、五星村、浏泗村、甘田村、横卜村